# Bertha Waszklewicz-van Schilfgaarde

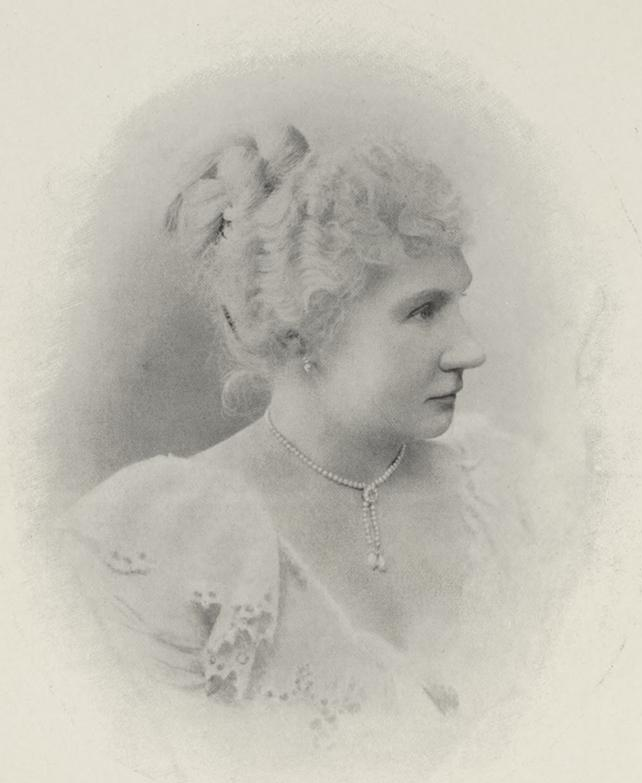
Bertha Waszklewicz-van Schilfgaarde

Johanna Maria Cornelia Bertha Waszklewicz-van Schilfgaarde (Zoeterwoude, 7 november 1850 – Den Haag, 14 december 1937) was een Nederlandse vredesactivist en publicist.
Bertha van Schilfgaarde was de oudste dochter in een adellijke familie; ze groeide op in Huize Delfzicht in Zoeterwoude. Zij behaalde haar m.o.-aktes Frans en Engels. Op tweeëntwintigjarige leeftijd trouwde van Schilfgaarde met Jan
Isaak Joseph Levijssohn (1840-1938); een huwelijk dat in 1877 weer werd ontbonden. In 1885 hertrouwde van Schilfgaarde met graaf Adam Ernest Waszklewicz  (1812-1901), gepensioneerd kolonel van de Nederlands-Indische geneeskundige dienst. Met hem woonde ze in Den Haag.
Na het lezen van het boek 'Wereldvrede' van Louis Couperus kreeg Wasklewicz belangstelling voor de vredesbeweging. In 1898 werd ze voorzitter van de Nederlandse afdeling van de Ligue des Femmes pour le Désarmement International. In datzelfde jaar werd ze ook de voorzitter van de Nederlandse Vrouwenbond ter Internationale Ontwapening. Tijdens de Nationale tentoonstelling van vrouwenarbeid in Den Haag in 1898 hield Wasklewicz de redevoering Internationale ontwapening:een vrouwenzaak en een vrouwenbelang